# Canning's Cove
Canning's Cove is een dorp en local service district in de Canadese provincie Newfoundland en Labrador.

## Geschiedenis
In 1992 kreeg Canning's Cove voor het eerst beperkt lokaal bestuur doordat de plaats een local service district werd.

## Geografie
Canning's Cove ligt in het uiterste zuidwesten van het schiereiland Bonavista, aan de oostkust van het eiland Newfoundland. De plaats ligt meer bepaald aan de westelijke oever van Goose Bay. Dat is een lange, smalle zijarm van de Chandler Reach, hetwelk een zeegat is dat leidt naar de open wateren van de Bonavista Bay. Het dorp ligt zo'n 5,5 km ten noordoosten van de gemeente Musgravetown.

## Demografie
Demografisch gezien is de designated place Canning's Cove, net zoals de meeste afgelegen dorpen op Newfoundland, aan het krimpen. Tussen 1996 en 2021 daalde de bevolkingsomvang van 326 naar 208. Dat komt neer op een daling van 118 inwoners (-36,2%) in 25 jaar tijd.
| Demografische ontwikkeling van Canning's Cove tussen 1991 en 2021 |
| ----------------------------------------------------------------- |
|                                                                   |
| Bron: Statistics Canada (1991–1996, 2001–2006, 2011–2016, 2021)   |